# Cantone di Petreto-Bicchisano
Il Cantone di Petreto-Bicchisano era un divisione amministrativa dell'arrondissement di Sartena.
A seguito della riforma approvata con decreto del 24 febbraio 2014, che ha avuto attuazione dopo le elezioni dipartimentali del 2015, è stato soppresso.
I 6 comuni facenti parte prima della riforma del 2014 erano:
- Argiusta-Moriccio
- Casalabriva
- Moca-Croce
- Olivese
- Petreto-Bicchisano
- Sollacaro